# Mango (kantautor)
Giuseppe Mango, bolje poznat kao Mango (Lagonegro, 6. studenog 1954. – Policoro, 7. prosinca 2014.), talijanski pjevač, kantautor i pisac.
Stil mu je bio prepoznatljiv po fuziji raznih glazbenih žanrova poput popa, rocka, soula i world musica, ujedinjen glasom. Talijanski glazbeni kritičar Mario Luzzatto Fegiz definirao ga je kao "autentičnog inovatora talijanskih lakih nota".
Osim što je ostvario solističku karijeru, Mango je pisao stihove za glazbenike kao što su Mia Martini, Patty Pravo, Andrea Bocelli, Loretta Goggi, Mietta i Loredana Bertè. Dio tih tekstova napisao je u suradnji s bratom Armandom. Pjesme su mu izvodili poznati međunarodni glazbenici, primjerice engleski pjevač Leo Sayer, francuska pjevačica Hélène Ségara i grčka pjevačica Eleftheria Arvanitaki.
Uspjeh je postigao tijekom 1980-ih i 1990-ih hitovima poput "Oro", "Lei verrà", "Bella d'estate", "Mediterraneo" i "Come Monna Lisa".
Tijekom koncerta 7. prosinca 2014. u Policoru, doživio je srčani udar i srušio se na pozornici: prevezen je u bolnicu, gdje je nedugo poslije preminuo.

## Diskografija
- 1976. – La mia ragazza è un gran caldo
- 1979. – Arlecchino
- 1982. – È pericoloso sporgersi
- 1985. – Australia
- 1986. – Odissea
- 1987. – Adesso
- 1988. – Inseguendo l’aquila
- 1990. – Sirtaki
- 1992. – Come l’acqua
- 1994. – Mango
- 1997. – Credo
- 2002. – Disincanto
- 2004. – Ti porto in Africa
- 2005. – Ti amo così
- 2007. – L’albero delle fate
- 2011. – La terra degli aquiloni